# 内町 (米子市)
内町（うちまち）は、鳥取県米子市の町名。郵便番号は683-0834。

## 地理
西は中海に面し、東は西町と天神町に隣接する。

## 歴史
江戸期は米子城下十八町の1町で、町人地であった。日野郡産の鉄を扱った鉄会所と海から出入りする人々に知らせるための制札場が置かれた。町禄（町の専売権）として煙草刻が与えられ、その製造場があった。
1889年に米子町、1927年からは米子市に所属。

## 世帯数と人口
2024年（令和6年）8月31日現在の世帯数と人口は以下の通りである。
| 町丁 | 世帯数  | 人口  |
| ---- | ------- | ----- |
| 内町 | 177世帯 | 272人 |

### 世帯数と人口の遷移
明治初年の戸数・人口は134戸・446人。1888年の戸数は農業9戸、商業21戸、雑業55戸、漁業4戸の計89戸。世帯数・人口は1923年、137世帯・651人。1955年、255世帯・1080人。1965年、264世帯・927人。1975年、289世帯・859人。

## 小・中学校の学区
市立小・中学校に通う場合、学区は以下の通りとなる。
| 番地 | 小学校             | 中学校                 |
| ---- | ------------------ | ---------------------- |
| 全域 | 米子市立義方小学校 | 米子市立後藤ヶ丘中学校 |

## 行政
- 米子市下水道部中央ポンプ場

## 経済

### 産業
商工業
- 朝野菊次郎（麦稈帽子製造）[6]
- 中村藤吉（煙草製造卸小売商[7]、金物商）
- 高橋鍬三郎（和洋家具製造）[6]
- 後藤市右衛門（質商）
- 後藤快五郎（質商、金銭貸付、倉庫業、煙草元売捌）
- 西村佐司衛（鳥取士族[8]、質商、金銭貸付）

店・企業
- 安達商店（石炭）[9]
- 中村藤吉商店（万金物、硝子板、材木、セメント、度量衡器）[10]
- 成田屋足袋店（足袋成福製造卸売商）[11]
- 成田本店[6][9]（物品製造販売、金銭貸付[12]）

### 地価
『西伯之資力 大正11年10月調』によると、地価金200円以上所有者は以下の通り。
- 後藤快五郎（43507円95銭）[13]
- 中村藤吉[9]（2795円37銭）[13]
- 成田福次郎[12]（1039円65銭）[13]
- 成田覚之助[9][11]（401円10銭）[13]
- 中村茂一郎（257円20銭）[13]
- 大原繁太郎（234円10銭）[13]

### 所得税納税者
所得税納税者は以下の通り
- 後藤快五郎（2266円56銭）[13]
- 後藤仙三（1676円2銭）[13]
- 後藤クマ（566円14銭）[13]
- 後藤律（199円48銭）[13]
- 中村茂一郎（59円32銭）[13]
- 中村常一（57円72銭）[13]
- 成田覚之助（39円64銭）[13]
- 手島タミ（26円48銭）[13]
- 丹羽旦次（25円36銭）[13]
- 浅沼喜雄（20円29銭）[13]
- 後藤スエ（14円93銭）[13]
- 山添亀吉（8円99銭）[13]
- 大原峰太郎（7円58銭）[13]
- 脇田まん（7円25銭）[13]
- 成田延（5円60銭）[13]
- 安田寛之輔（5円35銭）[13]
- 田中保守（5円31銭）[13]
- 山崎彦治（5円）[13]
- 田中たま（4円36銭）[13]
- 安田惣太郎（4円20銭）[13]
- 山添秀治（4円18銭）[13]
- 広江ユキ（3円73銭）[13]
- 市原新七郎（3円65銭）[13]
- 市原多亀（3円34銭）[13]
- 脇田勝吉（3円30銭）[13]

### 営業税納税者
営業税納税者は以下の通り
- 後藤クマ（260円50銭）[13]
- 後藤快五郎（255円44銭）[13]
- 中村製糸合資会社（233円94銭）[13]
- 中村藤吉（144円）[13]
- 成田福次郎（80円80銭）[13]
- 西村佐司衛（37円60銭）[13]
- 朝野菊次郎[6]（27円）[13]
- 大原峰太郎（21円70銭）[13]
- 傘井民次郎（18円）[13]
- 脇田まん（17円20銭）[13]
- 原田要平（16円）[13]

## 交通

### 鉄道
町内に鉄道駅はない。

### 道路
- 鳥取県道47号米子境港線

## 地域

### 施設

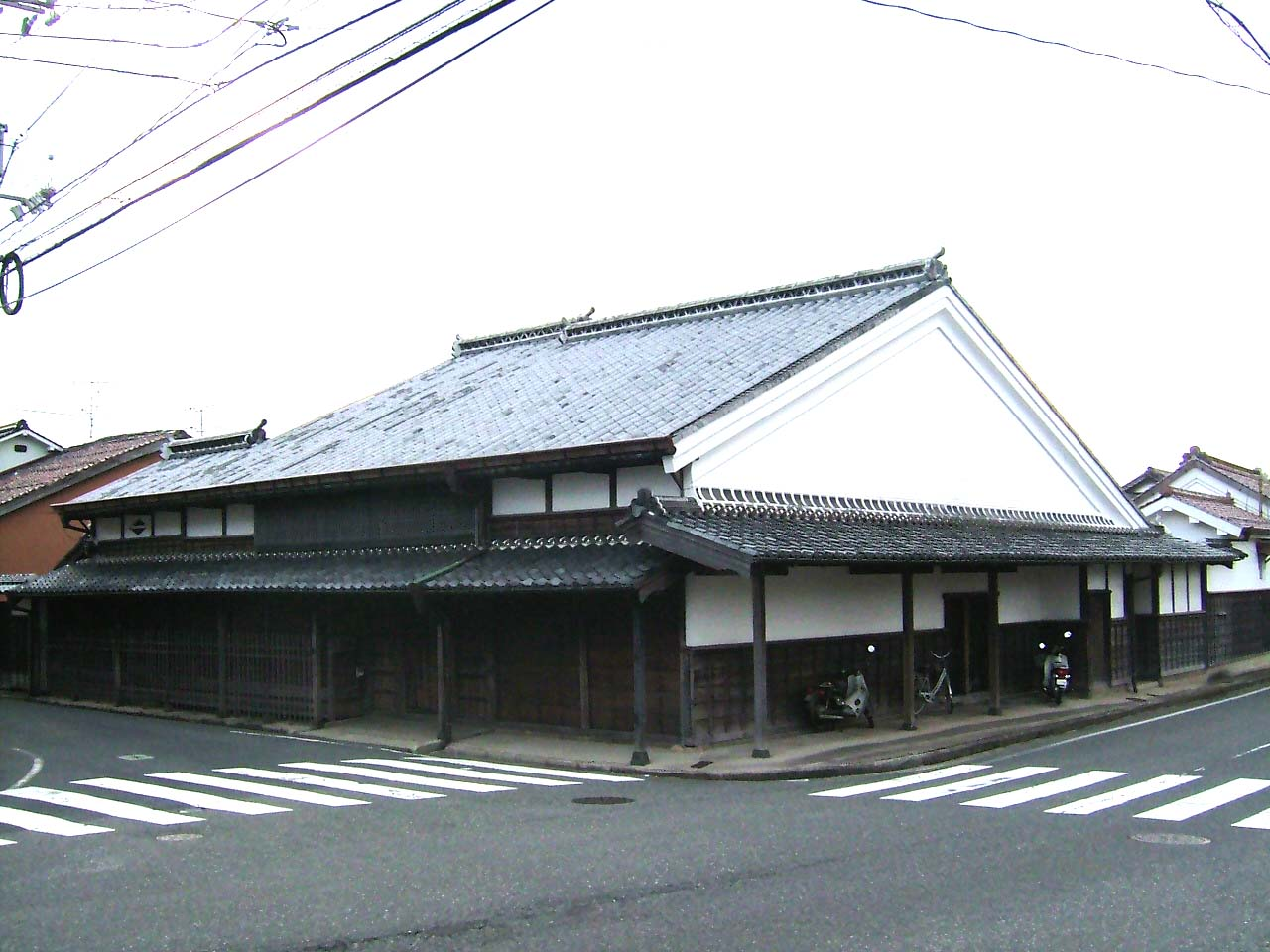
後藤家住宅

宗教
- 宇氣河口神社[14] - 宇気神社と河口神社が並んで鎮座していたが、両社は1872年に合祀され、宇気河口神社となる[4]。
- 天理教伯耆分教会
- 元稲荷大明神

## 名所・旧跡
- 後藤家住宅（国指定重要文化財）

## 出身・ゆかりのある人物
- 後藤市右衛門（質商、鳥取県多額納税者）
- 後藤快五郎（山陰実業銀行専務取締役）
- 後藤直満（商人、歌人）
- 中村藤吉（金物商、中村商店社長、米子銀行監査役、鳥取県多額納税者）
- 中村徳吉（外科医、医学博士）
- 西村卯（検事、弁護士） - 西村佐司衛の長男[8]。